# 東野愛鈴
東野 愛鈴（とうの えりん、1985年9月9日 - ）は、日本の元AV女優（プライムエージェンシー所属）。

## 略歴
2007年9月に『現役東●生読者モデルデビュー 東野愛鈴』でAVデビュー。
2009年10月1日のPAFANオフ会（所属事務所ファンクラブのオフ会）をもって引退。

## 出演作品

### アダルトビデオ
2007年
- 現役東●生読者モデルデビュー（9月25日、BEAUTY）
- 現役東●生モデル潮吹き大乱交（10月25日、BEAUTY）
- 現役東●生と美乳読者モデル 絶頂潮吹き大乱交（11月22日、BEAUTY）
- 現役東●生 痴漢輪姦中出しレイプ（11月23日、アップス）
- 女医in… ［脅迫スイートルーム］ Doctor Erin（25）（12月15日、ドリームチケット）
- SUND★ME!!（12月15日、ワープエンタテインメント）
- 中出し強要ギャル痴女 NEO 4時間（12月17日、ケイ・エム・プロデュース）
- BEAUTY1周年記念感謝号 BEAUTYモデル11人濃厚ファック!（12月25日、BEAUTY）
- BEAUTYモデルのマン汁FUCK!（12月25日、BEAUTY）オムニバス作品

2008年
- ザ・ギャルナン・ゲット! 40（1月15日、グローリークエスト）
- 家出ギャルを騙して犯して中出しポイ捨て!（1月25日、メディアステーション）
- アナルアクメ耐久Fuck VOL.2（2月2日、プレステージ）
- 陵辱・拘束・絶頂。Burrying（2月7日、桃太郎映像出版）
- となりの美人妻 第4章 5人の美人妻たち（2月9日、隼エージェンシー）
- KISS MANIA キスマニア Vol.5（2月19日、ミスター・インパクト）
- 制服美女・電マ放（2月25日、アロマ企画）
- 突然2人の痴女に3P接吻を強要された僕。（2月25日、アロマ企画）
- 私立IP女学院3（3月1日、アイデアポケット）他多数共演
- トリプルアナル舐めハーレム（3月1日、V（ヴィ））
- 平成20年度 系列局合同 女子アナ新人研修（3月6日、V&Rプロダクツ）
- 逆ナンパ中出し III（3月8日、隼エージェンシー）
- ネバネバ唾液のドロドロレズ接吻コレクション（3月13日、アロマ企画）
- 近親相姦中出し5 5人の近親中出し物語（3月19日、ミスター・インパクト）
- 丸の内OLの残業（3月21日、GLAY'z）
- 狂乱アクメ 執行番号：25（3月22日、プレステージ）
- ドM×鉄マン×女子大生 極悪!!ピストン実験室 12067回（4月15日、ワープエンタテインメント）
- ザ・面接・102 夫がいても彼氏がいても 性行為しとうて来たんかい（4月21日、アテナ映像）
- sex appeal 02 PSYCHEDELIC STYLE（4月25日、Groove Girls）
- こだわりの手コキ 4時間SP VIII 30人のハンドメイド（5月10日、隼エージェンシー）
- ギャル集団乱交 中出し20連発 SPECIAL（5月22日、アイエナジー）
- 堕ちたホステス調教レズレイプ vol.9（5月23日、U&K）
- THE FETISH OF レオタード白タイツ 6（5月23日、HRC）
- 完全ノーモザイク主義 3（5月23日、未来・フューチャー）
- RED HOT MOON（5月25日、サイドビー）
- フェラ!!大好き!?13人のフェラ好きガールズ（6月14日 隼エージェンシー）
- 膣痙攣・悶え地獄・女医（6月19日、アイエナジー）
- 大沢佑香 潮吹きトリプルレズ THE SPLASH!!（6月19日、LADY×LADY）
- ブルジョワ下品な奥様は、マゾな娘が可愛くて、雇われサディスト御奉仕メイドと変態フェロモン分泌生活（6月19日、アンナと花子）
- ギャルは中出し、時々、3P 2（6月27日 メディアバンク）
- 渋谷ギャル VS 池袋ギャル 逆ナンパ手コキ対決!!（7月4日、GARCON）
- 美脚クラブ180（7月19日、ミスター・インパクト）
- 渋谷BLACK VS 横浜BLACK 超有名2大ギャルサーが関東最強の座を賭けて真剣バトル!!（8月7日、GARCON）
- ネチョレズ!VOL.2（8月8日、U&K）
- エンドレスお漏らし ドロドロ求愛レズビアン（8月19日、アンナと花子）
- 公共の営業中サウナに全裸の女優を放り込め!! 4（8月20日 ブリット）
- この世で一番エロい姿態 屋根裏部屋で犯される女（8月25日 FAプロ）
- FELLATIO FESTIVAL 11（9月1日、アイデアポケット）
- 襲撃!!逆ナン痴女軍団 即ズボバトルinスイミングクラブ（9月15日、トップワン）
- WITH パンティーストッキング EX 2（9月19日、HRC）
- 女子校生おっぱいチュッチュ 仮想授乳プレイ倶楽部（9月19日、OFFICE K'S）
- お嬢さまはバックがお好き 4（9月26日、ファン）
- 愛のあるSEXシリーズ BAZOOKA 騎乗位 full spec～上に乗るの大好き～（9月26日、メディアステーション）
- 舐め愛レズビアン（10月3日、OFFICE K'S）
- マイクロビキニダンス（10月3日、OFFICE K'S）
- まさかこんな所で!!第1回変態露出全国大会（10月15日、トップワン）
- 美脚ミニスカ 03（10月17日、ケイ・エム・プロデュース）
- KUDOKIX 016（10月31日、実録出版）
- 手コキ美女 2（11月7日、クリスタル映像）
- イキまくり変態娘 3（11月7日、クリスタル映像）
- 悩殺フェティッシュパラダイス オフィスレディLEGS（11月22日、HRC）※AVグランプリ2009 フェチ作品部門 エントリー作品
- 女子高生こすりつけオナニー（11月25日、竜宮城）
- Lesbian Life 6（12月5日、U&K）
- ジーンズ娘しか見たくない!4時間（12月5日、TMA）
- 私は痴女 内憂外姦（12月5日、クリスタル映像）
- 愛のあるSEXシリーズBAZOOKA 背面位 full spec 4時間（12月19日、メディアステーション）
- 女子校生レイプ中出し VI（12月19日 ミスター・インパクト）
- 女忍ねずみ小僧討魔伝（12月26日、メディアステーション）

2009年
- 禁断の社長室（1月9日、アウダースジャパン）
- DOKIレズ 30（1月9日、アウダースジャパン）
- フェラコレ2009冬SP（1月15日、隼エージェンシー）
- 愛欲レズビアン温泉（1月16日、映天）
- トライアングル レズビアン（1月16日、クリスタル映像）
- INAZUMA GIRLS COLLECTION VOL.1（1月23日、映天）
- 女子校生の生中出ししか見たくない!4時間 2（1月23日、TMA）
- エッチなお姉さんに誘われて 32（1月23日、ケイ・エム・プロデュース）
- 発情OL オフィスで… 26（1月30日、クリスタル映像）
- 男の憧れ 妄想シリーズ 女が群がる「ハンサム★ジュース」（2月5日、アイエナジー）
- 美人教師 暴行現場 36（2月6日、クリスタル映像）
- 凌辱女給 痴女貴婦人 純愛女学生 懐古好色大正浪漫エロス（2月27日、メディアステーション）
- 禁断のヨガ ～絡み合う粘液～（3月6日、アウダースジャパン）
- DOKIレズ 32（3月6日、アウダースジャパン）
- 脚を伸ばしてオナニーする女達（3月6日、OFFICE K'S）
- こだわりの手コキ 4時間SP 11 33人のハンドメイド（3月15日 隼エージェンシー）
- 一生、立ち直れない…「超」羞恥 大人のオネショの代償（3月19日、SODクリエイト）
- 濃縮 大還元汁（3月20日、INAZUMA）
- 美人妻乱交中出しコンパ 2（4月3日、GLAY'z）
- お姉さんが犯してあげる 46（4月10日、クリスタル映像）
- ≪眼ガン顔ガン射シャ!≫ 拡散メガ精子砲!!（4月17日、GLAY'z）
- PLAY GIRL 04（4月17日、レアル・ワークス）
- Les Berry vol.1（4月17日、U&K）
- Wべろちゅう手コキ（4月17日、OFFICE K'S）
- 女子校生のレズキス VOL.2（6月5日、OFFICE K'S）
- 女子校生のディルドオナニー 5（6月5日、OFFICE K'S）
- 私が初めて「オンナ」を知った瞬間 ～日本女性の同性愛告白～（6月18日、LADY×LADY）
- オフィスレディ WITH パンティーストッキング スペシャル5（6月19日、HRC）
- JK・女子校生の放課後 おっぱい乳首いじり 3（9月11日、映天）
- 東京制服放課後LIFE 4時間 イマドキJKのSEX事情（12月1日、妄想族）

2010年
- フェラコレ2010冬SP（1月15日、隼エージェンシー）他多数出演
- MOODYZファン感謝祭 バコバコバスツアー2010 ハイテンション大乱交天国!!（2月1日、MOODYZ）
- 裏バコバコバスツアー2010 本編未収録!鬼吸引フェラチオ天国!!（5月1日、MOODYZ）

2011年
- 猥褻アヌス使用中 AF浣腸異物挿入アナルプレイ4時間ベスト（9月19日、CROSS）

### テレビドラマ
- 秘書のカガミ 第12話ゲスト（2008年6月27日、テレビ東京）
- スペシャルドラマ・RESET（2009年1月15日、日本テレビ）

### インターネット放送
- デラ☆エロパラ（GyaOジョッキー、2009年6月23日放送ゲスト出演）
- 愛鈴とまなみのえろまナイト　（LIVE Station.TV、月曜21:30～）